# Кутови
Кутови су насељено место у саставу општине Зденци у Вировитичко-подравској жупанији, Република Хрватска.

## Историја
До територијалне реорганизације у Хрватској налазили су се у саставу старе општине Ораховица.

## Становништво
На попису становништва 2011. године, Кутови су имали 176 становника.

## Попис1991.
На попису становништва 1991. године, насељено место Кутови је имало 261 становника, следећег националног састава:
| Попис 1991.‍  | Попис 1991.‍  | Попис 1991.‍ | Попис 1991.‍ | Попис 1991.‍ |
| ------------ | ------------ | ----------- | ----------- | ----------- |
|              |              |             |             |             |
| Хрвати       | Хрвати       |             | 215         | 82,37%      |
| Срби         | Срби         |             | 42          | 16,09%      |
| Југословени  | Југословени  |             | 1           | 0,38%       |
| Мађари       | Мађари       |             | 1           | 0,38%       |
| Словаци      | Словаци      |             | 1           | 0,38%       |
| неопредељени | неопредељени |             | 1           | 0,38%       |
| укупно: 261  |              |             |             |             |